# رئيس تشريفات
رئيس التشريفات (بالإنجليزية: Master of ceremonies)‏ هو المضيف الرسمي لحدث منظم أو أداء مشابه. وعادة ما يقوم بتقديم المؤدين، ويتحدث إلى الجمهور، ويحافظ عموما على استمرار الحدث. قد يقول أيضا بعض النكات أو القصص الطريفة.